# Битва при Фаррукхабаді
Битва при Фаррукхабаді відбулася 4 листопада 1804 року між силами Британської Ост-Індійської імперії та Маратхської конфедерації, є складовою Другої англо-маратхської війни.
Битва відбулася біля міста Фаррукхабад. Вояки Британської Ост-Індійської компанії заскочили зненацька маратхські сили, подолавши за добу маршем 60 миль (97 кілометрів). Сили Джерарда Лейка напали на супротивника тоді, коли вони ще спали після попереднього дня. Сам Ясвант Рао I з великим труднощами зумів уникнути полонення британцями.